# U–535
Az U–535 tengeralattjárót a német haditengerészet rendelte a hamburgi Deutsche Werft AG-től 1941. április 10-én. A hajót 1942. december 23-án állították szolgálatba. Egy harci küldetése volt, hajót nem süllyesztett el.

## Pályafutása
Az U–535 első és egyetlen harci küldetésére Kielből futott ki 1943. május 25-én, kapitánya Helmut Ellmenreich volt. Elhaladt Izland déli csücske alatt, majd délnek fordult az Atlanti-óceánon. Június 8-án egy Lockheed Hudson mélységi bombákkal támadta, a hajó megsérült. Később egy újabb Hudson érkezett, amelyet a tengeralattjáró légvédelmi fegyvere több helyen is eltalált. A búvárhajót hosszú ideig követte egy amerikai PBY Catalina, de végül a sötétben sikerült megszöknie.
1943. július 5-én az U–535 két másik tengeralattjáró, az U–536 és az U–170 társaságában hazafelé tartott a spanyol partok közelében, La Coruñától északnyugatra, amikor egy B–24 Liberator megtámadta őket. Az első támadást mindannyian megúszták. Az élen haladó U–536 kiadta a jelzést a merülésre, az U–535 azonban ismeretlen okból a felszínen maradt, és kénytelen volt egyedül szembenézni a következő támadással. A németek a légelhárító fegyverrel eltalálták ugyan a gépet, de annak sikerült nyolc mélységi bombát kioldania, amelyek elsüllyesztették a búvárhajót. A teljes legénység, 55 ember odaveszett.

## Kapitány
| Név                | Kezdőnap           | Zárónap         |
| ------------------ | ------------------ | --------------- |
| Helmut Ellmenreich | 1942. december 23. | 1943. július 5. |

## Őrjárat
| Indulás | Indulónap       | Érkezés | Zárónap         |
| ------- | --------------- | ------- | --------------- |
| Kiel    | 1943. május 25. | *       | 1943. július 5. |

* A tengeralattjáró nem érte el úti célját, elsüllyesztették